# Синдром Аллена — Мастерса
Синдром Аллена—Мастерса (англ. Allen-Masters syndrome) — гінекологічний синдром, при якому внаслідок травми відбувається розрив фасціальних шарів у широкій зв'язці матки (зв'язка Макенродта) разом із матково-крижовими зв'язками, що призводить до «універсального суглобового» типу рухливості шийки матки.

## Етимологія
Названий на честь американських гінекологів Вілларда Аллена (англ. Willard Myron Allen, роки життя 1904—1993) і Вільяма Мастерса (англ. William Howell Masters, роки життя 1915—2001), які першими описали його 1955 року.

## Причини
Зазвичай виникає внаслідок спільного розривання матково-крижових зв'язок і широкої маткової зв'язки під час пологів великим плодом або, рідше, через інструментальний аборт чи вкрай травматичний вагінальний статевий акт.

## Клінічні ознаки
Скарги включають біль у тазовій зоні, порушення менструального циклу, стомлюваність, біль під час статевого акту (диспареунія) та у спині.

## Діагностика
Діагноз встановлюють при проведенні кольпоскопії. Шийка матки при цьому пересувається легко в будь-якому напрямку при мінімальному переміщенні корпусу матки.

## Лікування
Лікування суто хірургічне, проводять укорочення кругових зв'язок матки.